# Kukija
Kukija (perski: كوكيا) – wieś w Iranie, w ostanie Azerbejdżan Zachodni. W 2006 roku liczyła 659 mieszkańców w 160 rodzinach.